# ماهر مهران
الدكتور ماهر مهران (توفي في سبتمبر 2002) هو طبيب وأستاذ جامعي مصري، شغل منصب وزير الدولة للسكان في التسعينيات.

## حياته
ينتمي ماهر مهران أحمد مهران إلى قبائل الهوارة الهمامية بقنا، وكان والده المهندس أحمد مهران مديرًا لمشروعات السكك الحديدية.
تخرج مهران في كلية الطب بجامعة عين شمس سنة 1953، وحصل على زمالة كلية الجراحين الملكية بإدنبرة سنة 1958، ثم درجة الدكتوراه في التوليد وأمراض النساء من إدنبرة سنة 1961، وعُين أستاذًا بقسم التوليد وأمراض النساء بكلية طب عين شمس، ثم رئيسًا للقسم سنة 1988، ثم صار وزيرًا للصحة في 14 أكتوبر 1993. كان أيضًا أول مقرر للمجلس القومي للسكان، الذي أنشئ سنة 1985، ورئيسًا للجنة الصحة والسكان والبيئة بمجلس الشورى.

## أسرته
تزوج مهران من سيدة ألمانية هي لويز سبورتمان، وأنجب منها أحمد وريم.